# 明報兒童周刊

明報兒童周刊

《明報兒童周刊》，是香港的一本兒童雜誌，於1990年7月15日在香港創刊，至停刊一刻歷時17年，以6至12歲的學童作為主要讀者對象。1996年，《明報兒童周刊》向香港的學校推銷訂閱計劃。

## 歷史
《明報兒童周刊》原為號外兒童周刊及在《明報周刊》內的《小明周》，
號外兒童周刊於1990年創刊，出版人為岑建勳，岑氏當時亦以其卡通化「獅子頭」形象出現於該書，內容涵概常識、動漫、玩具、和電玩。
1994年，號外兒童周刊被明報集團收購，刪除了「號外」之名並與《明報周刊》內的《小明周》合併，形成現時《明報兒童周刊》。2000年代開始除了原來的周刊代表卡通角色元氣一族元氣仔（GENKI）、木獨妹、俏皮妹、勞氣仔和巴喳妹等外，還加入了天神國的栗子天使和溶溶冰冰。惟革新後數年，於2008年3月下旬，在第914期出版過後停刊。

## 外部連結
- 兒童周刊
- 明報兒童周刊